# アシュレヤ・イニシアティブ・フォー・チルドレン
アシュレヤ・イニシアティブ・フォー・チルドレン（Ashraya Initiative for Children）、略称AICは、インドのプネーにある、ストリートチルドレンのための孤児院を運営する非営利団体。2004年に設立された。

## 活動
AICは、持つべき権利を奪われていた子ども達が経済的自立を達成し、自分への尊厳と社会への帰属意識を備えた人間として社会復帰していく助けとなるため、以下二つのプログラムを実施している。またストリートチルドレンに対する不当な差別を無くすため、世界各国でストリートチルドレン問題の啓発活動を行っている。

### 滞在型プログラム
両親と生き別れ、もしくは死別してしまったストリートチルドレンに、あたたかい家庭の代替となる孤児院であるAICホームを提供する。子どもたちの可能性を最大限に伸ばすため、芸術、スポーツ、英語などの教育プログラムを実施している。

### アウトリーチプログラム
ホームの近くに住んでいる、虐待・搾取の被害にあいやすい女の子たちに教育支援・健康面でのサポート・情緒的支援をすることを目的とする。現在、学校入学のための手続き・通学のための物質的支援・健康診断・衛生についての講義、美術教育などの活動を行っている。

## 拠点

### アメリカ合衆国
- アトランタ

### カナダ
- モントリオール

### イギリス
- ロンドン

### オーストリー
- ローバッハ

### 日本
- 東京

### インド
- プネー